# Manuel María Toro
Manuel María Toro Restrepo (Titiribí, 20 de mayo de 1876-Medellín, 31 de agosto de 1951) fue un militar, empresario, abogado y político colombiano.
Se desempeñó como Gobernador de Antioquia entre 1921 y 1922.

## Biografía
Nació en Titiribí en mayo de 1876, al suroeste antioqueño, hijo de Manuel María Toro Restrepo y de su segunda esposa, María Josefa Restrepo Vélez. Realizó sus primeros estudios en su población natal, para después trasladarse a Bogotá y estudiar Derecho en la Universidad Nacional de Colombia, de donde se graduó el 4 de abril de 1899.
Inició su carrera militar en el ejército que defendió al Gobierno de Manuel Antonio Sanclemente en la Guerra de los Mil Días, alcanzando el grado de Coronel en la Batalla de Palonegro. Comenzó su carrera política como Secretario de Gobierno del gobernador Eduardo Vásquez Jaramillo en 1911, ocupando el mismo cargo durante la administración de Pedro José Berrío. En 1912 se convirtió en gerente de la Oficina General de Rentas Departamentales de Antioquia, y en 1915 se convirtió en diputado a la Asamblea Departamental de Antioquia, repitiendo en el puesto en 1920, 1922 y 1940. También fue legislador en el Congreso Nacional de Colombia, siendo miembro de la Cámara de Representantes en 1931, 1933 y 1939, así como también se desempeñó como Senador. Fue gobernador de Antioquia entre junio de 1921 y mayo de 1922; durante su gobierno se construyó la torre del inalámbrico en el cerro que forma parte del cruce en el Alto de Las Palmas.
Fue profesor de Derecho Civil de la Universidad de Antioquia, y formó parte de una junta que asesoró a Francisco de Paula Pérez Tamayo en la dirección del periódico La Defensa, en compañía de Carlos Vásquez Latorre, Gonzalo Restrepo Jaramillo y Jesús López V.. En el campo empresarial fue gerente en 1920 de la Compañía Antioqueña de Transportes, y de la Compañía Exportadora de Pieles de Colombia y accionista de la Unión Cafetera Colombiana.
Falleció en Medellín en agosto de 1951.